# Marc Kennedy
Marc Kennedy (født 5. februar 1982 i St. Albert, Alberta) er en canadisk curler.
Kennedy blev olympisk mester i curling for mænd i 2010 i Vancouver. Han var en del af det canadiske hold, der vandt turneringen foran Norge og Schweiz. De andre spillere på holdet var Kevin Martin, John Morris, Ben Hebert og Adam Enright.
Canada vandt alle ni kampe i den indledende runde og var dermed kvalificeret til semifinalen. De vandt semifinalen med 6-3 over Sverige og de vandt også finalen over Norge med 6-3.
Kennedy blev verdensmester i curling 2008 i Grand Forks, North Dakota i USA.
Han repræsenterede Canada under vinter-OL 2022 i Beijing, hvor han tog bronze.